# ID; Peace B (singel)
„ID; Peace B” – pierwszy japoński singel BoA, wydany 30 maja 2001 roku przez Avex Trax. Singel promował album LISTEN TO MY HEART. Osiągnął 20 pozycję w rankingu Oricon Singles Chart i pozostał na liście przez 6 tygodni, sprzedał się w nakładzie 40 470.
Singel został wydany na płycie gramofonowej 30 marca 2002 roku.
Utwór tytułowy po raz pierwszy ukazał się 25 sierpnia 2000 roku na koreańskim albumie ID; Peace B.

## Lista utworów

### CD
| Nr | Tytuł                             | Słowa                    | Kompozycja    | Aranżacja     | Czas |
| -- | --------------------------------- | ------------------------ | ------------- | ------------- | ---- |
| 1. | „ID; Peace B”                     | Mai Matsumuro            | Yoo Young-jin | Yoo Young-jin | 3:53 |
| 2. | „Dreams come true”                | Maki Mihara              | Ken Harada    | Ken Harada    | 4:54 |
| 3. | „ID; Peace B” (Instrumental)      |                          | Yoo Young-jin | Yoo Young-jin | 3:54 |
| 4. | „Dreams come true” (Instrumental) |                          | Ken Harada    | Ken Harada    | 4:54 |
| 5. | „ID; Peace B” (English version)   | Brian, Jeena Kim, Esther | Yoo Young-jin | Yoo Young-jin | 3:54 |

### Płyta gramofonowa
Strona A
1. „ID; Peace B” (Jonathan Peters' Club Mix)

Strona B
1. „ID; Peace B” (Jonathan Peters' Sound Factory Dub)
2. „ID; Peace B” (Original Japanese Version)